# Сунчелеево (Зеленодольский район)
 Сунчелеево  — село в Зеленодольском районе Татарстана. Входит в состав Акзигитовского сельского поселения.

## География
Находится в западной части Татарстана на расстоянии приблизительно 31 км по прямой на юго-запад по прямой от районного центра города Зеленодольск в правобережной части района на границе с Чувашией.

## История
Основано во второй половине XVII века. В 1884 году здесь была построена мечеть.
В «Списке населенных мест по сведениям 1859 года», изданном в 1866 году, населённый пункт упомянут как казённая деревня Сюнчелева (Ивынчи) 2-го стана Цивильского уезда Казанской губернии. Располагалась при овраге Повар-баш, по правую сторону Казанского коммерческого тракта, в 46 верстах от уездного города Цивильска и в 21 версте от становой квартиры в казённом селе Можарка (Козмодемьянское). В деревне, в 103 дворах жили 595 человек (307 мужчин и 288 женщин), была мечеть.

## Население
Постоянных жителей было в 1716 году — 92, в 1747—183, в 1782—129 душ муж. пола; в 1859—595, в 1897—879, в 1908—1133, в 1920—883, в 1926—773, в 1938—877, в 1949—451, в 1958—464, в 1970—453, в 1979—342, в 1989—247. Постоянное население составляло 203 человека (татары 100 %) в 2002 году, 175 в 2010.